# Bragança (Pará)
Pour les articles homonymes, voir Bragança.
Bragança est une municipalité de l'État du Pará.
Ses habitants sont appelés les bragantino. La ville compte 113 165 habitants depuis le dernier recensement de la population. La densité de population est de 54,1 habitants par km² sur la ville.
Bragança possède un aéroport (code AITA : BCZ).

## Maires
| Période | Période | Identité               | Étiquette | Qualité |
| ------- | ------- | ---------------------- | --------- | ------- |
| 2009    | 2012    | Edson Luis de Oliveira | PMDB      |         |